# Серафим (Бонь)
Митрополит Серафим (в миру Фёдор Бонь; род. 1959, Закарпатская область) — епископ Истинно-православной церкви России, имеющей апостольское преемство от истинно-православной церкви Греции (Синод Пахомия); митрополит Киевский и всея Руси (с 2008).

## Биография
Родился в 1959 году в Закарпатье в семье карпатороссов. «Я же в МП был до 20 лет. И уже ходил Псалтирь читать по покойникам и о здравии. У мамы была только переписанная вручную».
В 1974 году познакомился с схииеромонахом Мелетием (Рущаком), пострижеником Святой Горы Афон, и вырос под его духовным руководством.
После совершённого в 1981 году в день святой муч. Иулиании крещения, иеромонах Мелетий не благословил молодому человеку посещать храмы Русской православной церкви. Продолжавшиеся около 30 лет поиски законной иерархии, в последний год жизни иеромонаха Мелетия были омрачены тем, что в 1983 году, будучи введённым в заблуждение лже-епископом Геннадием Секачем, он в последние три месяца своей жизни стал поминать Геннадия как законного архиерея.
В феврале 1983 года Фёдор Бонь был пострижен в монашество с именем Серафим и в юрисдикции секачевцев был хиротонисан во иеродиакона и иеромонаха. Свято-Пантелеимоновский монастырь в Закарпатье, после смерти основателя иеромонаха Мелетия († 30 сентября 1983 года), перешёл под духовное руководство иеромонаха Серафима.
В 1992 году состоялась встреча иеромонаха Серафима со старцем Епифанием (Черновым), вследствие которого иеромонах отказался от священства, принятого в юрисдикции секачевцев, и написал прошение к Синоду Церкви ИПХ Греции о принятии его в качестве мирянина в Истинно-православную церковь Греции. После кончины старца Епифания, с 1995 года Фёдор Бонь находился под духовным руководством митрополита Месогейского Кирика (Кондоянниса), который совершил над ним монашеский постриг, а 2 (15) ноября 1997 года, в годовщину кончины иеромонаха Епифания (Чернова) (†1994), митрополит Кирик хиротонисал иеродиакона Серафима в сан иеромонаха.
В 2002 году общинами Русской катакомбной церкви иеромонах Серафим был избран кандидатом для хиротонии во епископа. 12 (25) мая 2008 года, в храме святой преп. Ксении в Лимасоле, в день памяти святого Епифания Кипрского, которая пришлась на Неделю Самаряныни, митрополит Месогейский Кирик, епископ Вранчский Геронтий (Унгуряну) (ИПЦ Румынии) и епископ Кенийский Матфей (Муроки) (ИПЦ Кении) совершили архиерейскую хиротонию архимандрита Серафима во епископа Киевского.